# Marcelo Gonçalves Costa Lopes
Marcelo Gonçalves Costa Lopes, genannt Gonçalves, (* 22. Februar 1966 in Sete Lagoas) ist ein ehemaliger brasilianischer Fußballspieler. Er gewann in seiner Karriere verschiedene nationale sowie internationale Meisterschaften.
Beim Weltpokalfinale 1997 verlor er mit dem Cruzeiro EC aus Belo Horizonte gegen Borussia Dortmund. Mit der Nationalmannschaft war er 1997 bei der Copa América sowie dem FIFA-Konföderationen-Pokal erfolgreich.

## Erfolge
Nationalmannschaft
- Copa América: 1997
- FIFA-Konföderationen-Pokal: 1997

Flamengo
- Brasilianischer Meister: 1987
- Taça Guanabara: 1988, 1989
- Trofeo Colombino: 1988

Botafogo
- Staatsmeisterschaft von Rio de Janeiro: 1990, 1997
- Brasilianischer Meister: 1995
- Trofeo Teresa Herrera: 1996
- Copa Rio-Brasília: 1996
- Taça Cidade Maravilhosa: 1996
- Taça Guanabara: 1997
- Taça Rio: 1997
- Torneio Rio-São Paulo: 1998

UAG Tecos
- Mexikanischer Meister: 1993/94